# Gillis (Vorname)
Gillis ist ein männlicher Vorname.

## Herkunft und Bedeutung
Der Vorname ist die niederländische bzw. schwedische Variante des Vornamens Gilles, welcher sich wiederum von dem Namen Ägidius ableitet.

## Namensträger
- Gillis Bildt (1820–1894), schwedischer Generalleutnant, Diplomat und Politiker
- Gillis van Coninxloo (1544–1607), flämischer Maler
- Gillis Gerleman (1912–1993), schwedischer lutherischer Theologe und Alttestamentler
- Gillis Grafström (1893–1938), schwedischer Eiskunstläufer
- Gillis de Greve (um 1541–1604), niederländischer Kaufmann
- Gillis Hafström (1841–1909), schwedischer Maler und Zeichner
- Gillis Hooftman (1521–1581), einflussreicher Kaufmann, Händler und Bankier sowie Reeder aus dem Herzogtum Limburg
- Gillis William Long (1923–1985), US-amerikanischer Politiker
- Gillis Lundgren (1929–2016), schwedischer Werbegrafiker und Möbeldesigner
- Gillis van Tilborgh (1625–1978), flämischer Maler
- Gillis Valckenier (1623–1680), niederländischer Politiker
- Gillis van den Vliete (1547–1602), flämischer Bildhauer der Renaissance
- Gillis Janssonius van Waesberge (1646–1708), niederländischer Verleger und Buchhändler